# Kebon Sirih
De wijk Kebon Sirih is een bestuurlijk gebied (kelurahan) van het onderdistrict Menteng in Centraal-Jakarta, Indonesië.  Kebon Sirih telt 11.641 inwoners (volkstelling 2010).
De wijk is niet volgens een strak stedenbouwkundig plan aangelegd zoals het naburige Menteng. In Kebon Sirih zijn nog diverse koloniale gebouwen en woonhuizen aanwezig. Ook bevindt zich in deze wijk het in 1927 geopende Canisius College.